# ادوالدو (بازیکن فوتبال، زاده ۱۹۵۸)
ادوالدو (پرتغالی: Edevaldo؛ زادهٔ ۲۸ ژانویهٔ ۱۹۵۸) بازیکن فوتبال اهل برزیل بود.
از باشگاه‌هایی که در آن بازی کرده‌است می‌توان به باشگاه فوتبال نائوچیکو، باشگاه ورزشی اینترناسیونال، باشگاه فوتبال پورتو، باشگاه ورزشی واسکو دوگاما، و باشگاه فوتبال فلومیننزه اشاره کرد.
وی همچنین در تیم‌های ملی فوتبال زیر ۲۰ سال برزیل و برزیل بازی کرده‌است.